# Hemicloeina somersetensis
Hemicloeina somersetensis is een spinnensoort uit de familie Trochanteriidae. De soort komt voor in Noordelijk Territorium en Queensland.